# Tardos (település)

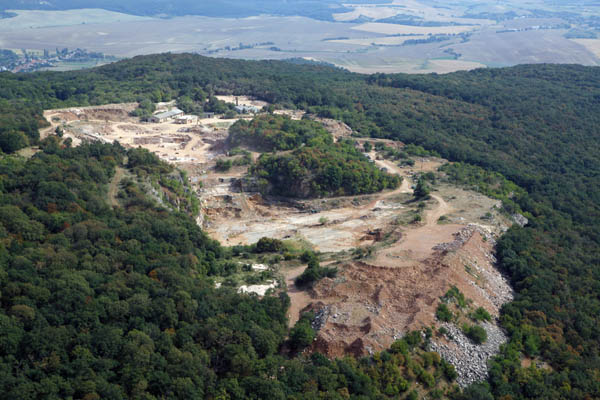
Tardos, vörösmészkő-bánya légi fotón

Tardos (szlovákul: Tardoš, 1992. december 31-ig Tardosbánya) község Komárom-Esztergom vármegyében, a Tatai járásban.

## Fekvése
Tardos a Gerecse-hegység közepén, annak ölelésében fekvő település. Tatabánya 14, Tata 12, Süttő 13,5, Dunaalmás pedig 15 kilométerre található. Legközelebbi szomszédja Vértestolna, amitől alig három kilométer választja el. Területén észak-déli irányban az 1127-es út halad végig, a Tarjánról Tatáig vezető 1128-as úttal összeköti egy öt számjegyű út, a 11 134-es számú mellékút is.

## Története
Első írásos említése 1217-ben történt Turdos alakban. Egyrészben a Karakó vár faluja volt, melyet Imre király 1204-ben az esztergomi káptalannak adományozott márványfejtésre, de II. Endre elvette a káptalantól, és a Koppán nemzetségbeli Paulinus és Jakab ispánoknak adta, majd visszavette tőlük, s az Esztergomi főegyházmegyének adta vissza.
A falu másik része a Tardos nemzetség birtokában volt.
1244-ben a Turdos nemzetségbeli Pousa fiainak nevében, majd 1366-ban Tordas alakban jelenik meg a település neve.
A falut a törökök elpusztították, majd szlovák telepesekkel telepítették újra, akik azonban nem a régi falu helyét választották letelepedésre. Emléktáblába vésték: voltunk, vagyunk, leszünk! A régi Tardos emléke ma már csak az Öregfalu dűlő nevében maradt fenn.
A községben két alkalommal is (az 1870-es és az 1904-es években) nagy tűzvész pusztított.
Katolikus temploma 1870-ben épült.
A község határába eső ősrégi, úgynevezett Tardosi vörösmárvány (ami tulajdonképpen mészkő és a magas vastartalom miatt vörös) bányákból már a 12. században is bányásztak. Feljegyezték, hogy Imre király innen szállíttatta a követ. 1487-ben és 1489-ben pedig Beatrix királyné a budai építkezésekhez 42 hajórakomány vörös mészkövet szállíttatott innen Budára. A bányászat történetét a község önkormányzatának kiadványa dolgozta fel. A tardosi bányákból most is folyik a kövek kitermelése.
A település nemcsak a bánya-hegyi, de a közigazgatásilag hozzá tartozó többi, mára már felhagyott kőfejtő (pl. Kis-Teke-hegy, Szél-hegy, Vöröshíd), valamint egyéb mesterséges geológiai feltárások (pl. Bagoly-völgy) révén is a hazai őslénytani kutatások egyik kitüntetett pontja. A Magyarhoni Földtani Társulat 2017-ben Tardoson tartotta a 20. Magyar Őslénytani Vándorgyűlést, emellett több fosszília elnevezése is hangsúlyozza a község jelentőségét a földtudományokban: Anomalospalax tardosi Kordos, 1985 (késő miocén kisemlős), Himalayites tardosi Szives et Főzy, 2013 (kora kréta ammonitesz), Microdactylites tardosensis Kovács, 2014 (kora jura ammonitesz).

## Közélete

### Polgármesterei
- 1990–1994: Moravcsik Mária (Tardosi Faluvédő Egyesület)[4]
- 1994–1998: Moravcsik Mária (Faluvédő Egyesület Tardos)[5]
- 1998–2002: Moravcsik Mária (Tardosi Faluvédő Egyesület)[6]
- 2002–2006: Moravcsik Mária (Faluvédő Egyesület Tardos)[7]
- 2006–2010: Csabán Béla Csaba (független)[8]
- 2010–2014: Csabán Béla Csaba (független)[9]
- 2014–2019: Csabán Béla Csaba (független)[10]
- 2019–2024: Csabán Béla Csaba (független)[11]
- 2024– : Csabán Béla Csaba (független)[1]

## Népesség
A település népességének változása:
| Lakosok száma | 1615 | 1629 | 1617 | 1682 | 1655 | 1635 | 1621 |
|               | 2013 | 2014 | 2015 | 2021 | 2022 | 2023 | 2024 |

A 2011-es népszámlálás során a lakosok 88,5%-a magyarnak, 0,4% görögnek, 1,4% németnek, 0,2% szerbnek, 21,8% szlováknak mondta magát (11,5% nem nyilatkozott; a kettős identitások miatt a végösszeg nagyobb lehet 100%-nál). A vallási megoszlás a következő volt: római katolikus 67,5%, református 3,9%, evangélikus 0,3%, görögkatolikus 0,1%, felekezeten kívüli 8,2% (19,1% nem nyilatkozott).
2022-ben a lakosság 89,5%-a vallotta magát magyarnak, 9,1% szlováknak, 1,6% németnek, 0,4% görögnek, 0,3% cigánynak, 0,3% románnak, 0,1-0,1% ruszinnak és ukránnak, 1,6% egyéb, nem hazai nemzetiségűnek (10,2% nem nyilatkozott; a kettős identitások miatt a végösszeg nagyobb lehet 100%-nál). Vallásuk szerint 38,4% volt római katolikus, 4,2% református, 0,6% evangélikus, 0,6% görög katolikus, 0,2% ortodox, 0,1% izraelita, 0,5% egyéb keresztény, 0,4% egyéb katolikus, 14,1% felekezeten kívüli (40,8% nem válaszolt).

## Neves személyek
- Itt született 1891-ben Fekete Lajos Kossuth-díjas történész, turkológus, levéltáros, paleográfus, egyetemi tanár, a Magyar Tudományos Akadémia rendes tagja.

## Nevezetességei

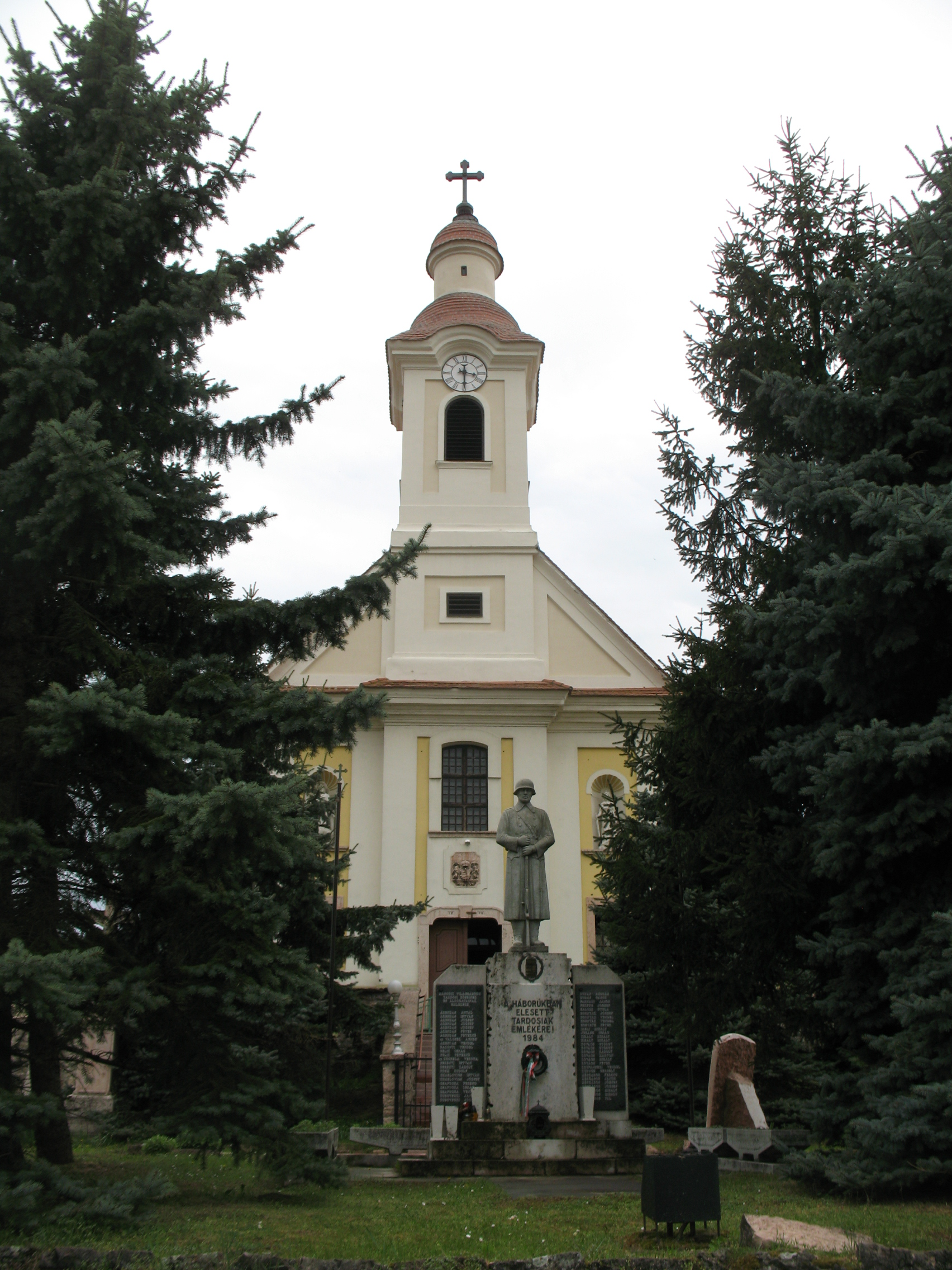
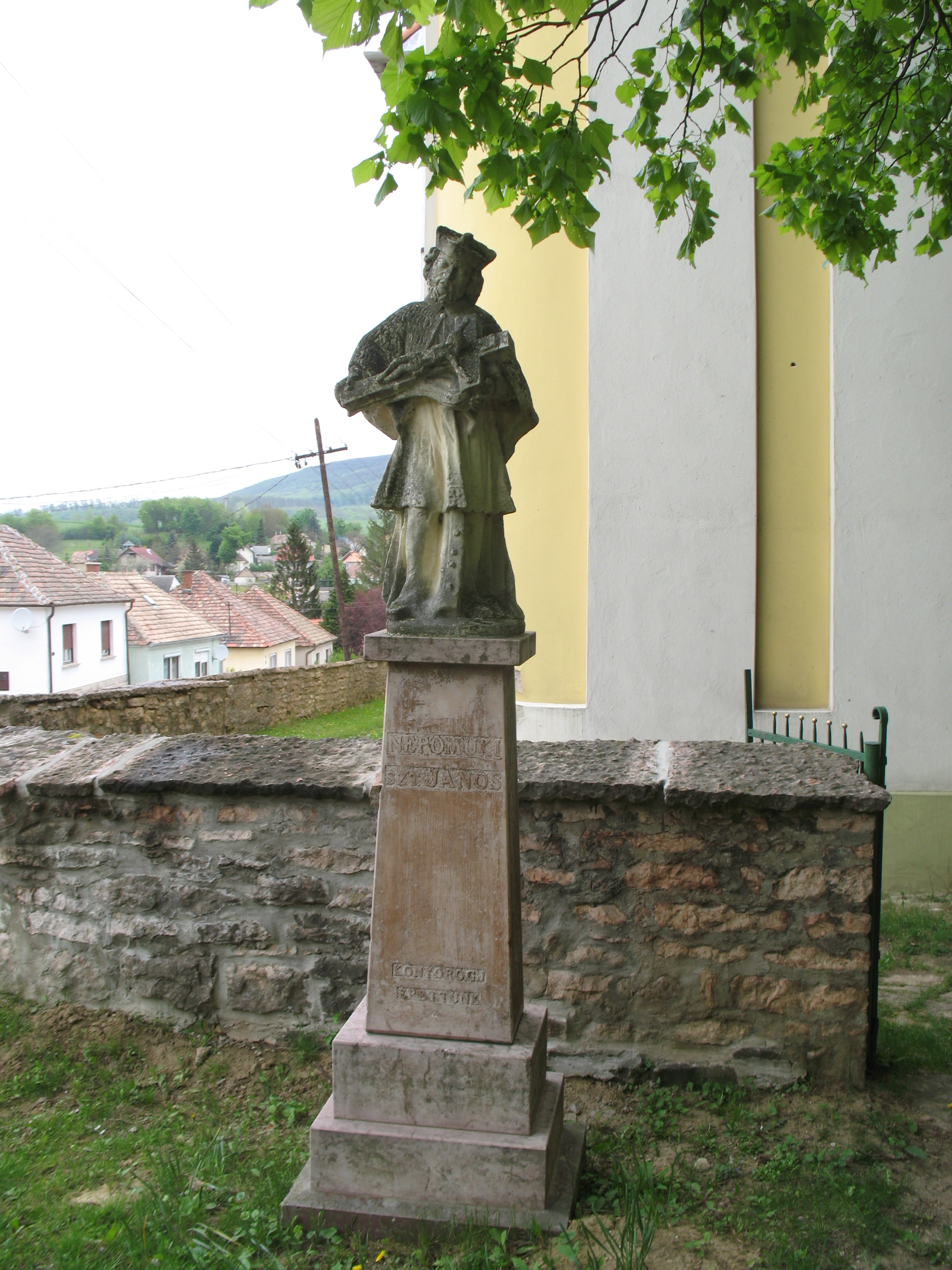
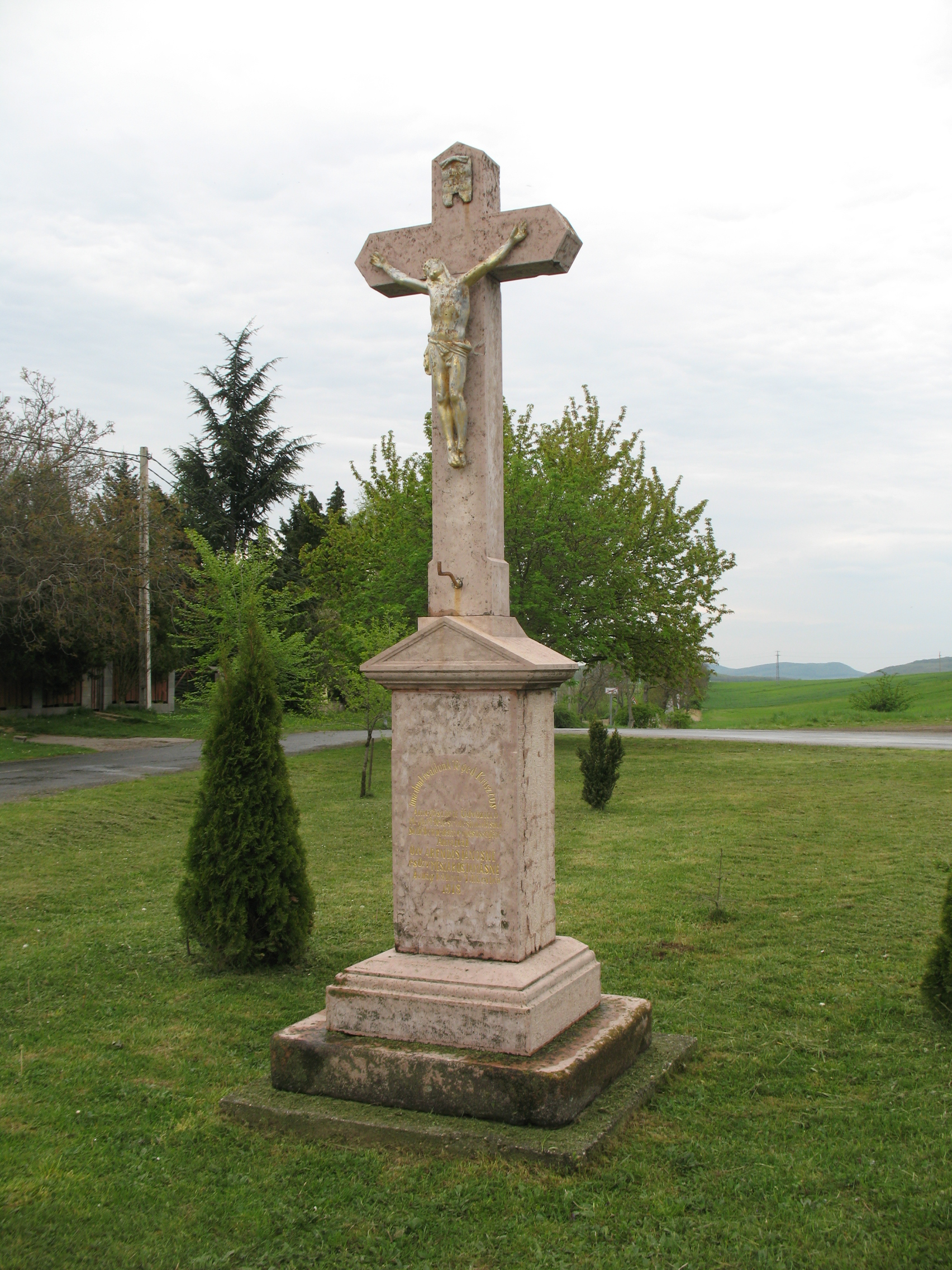
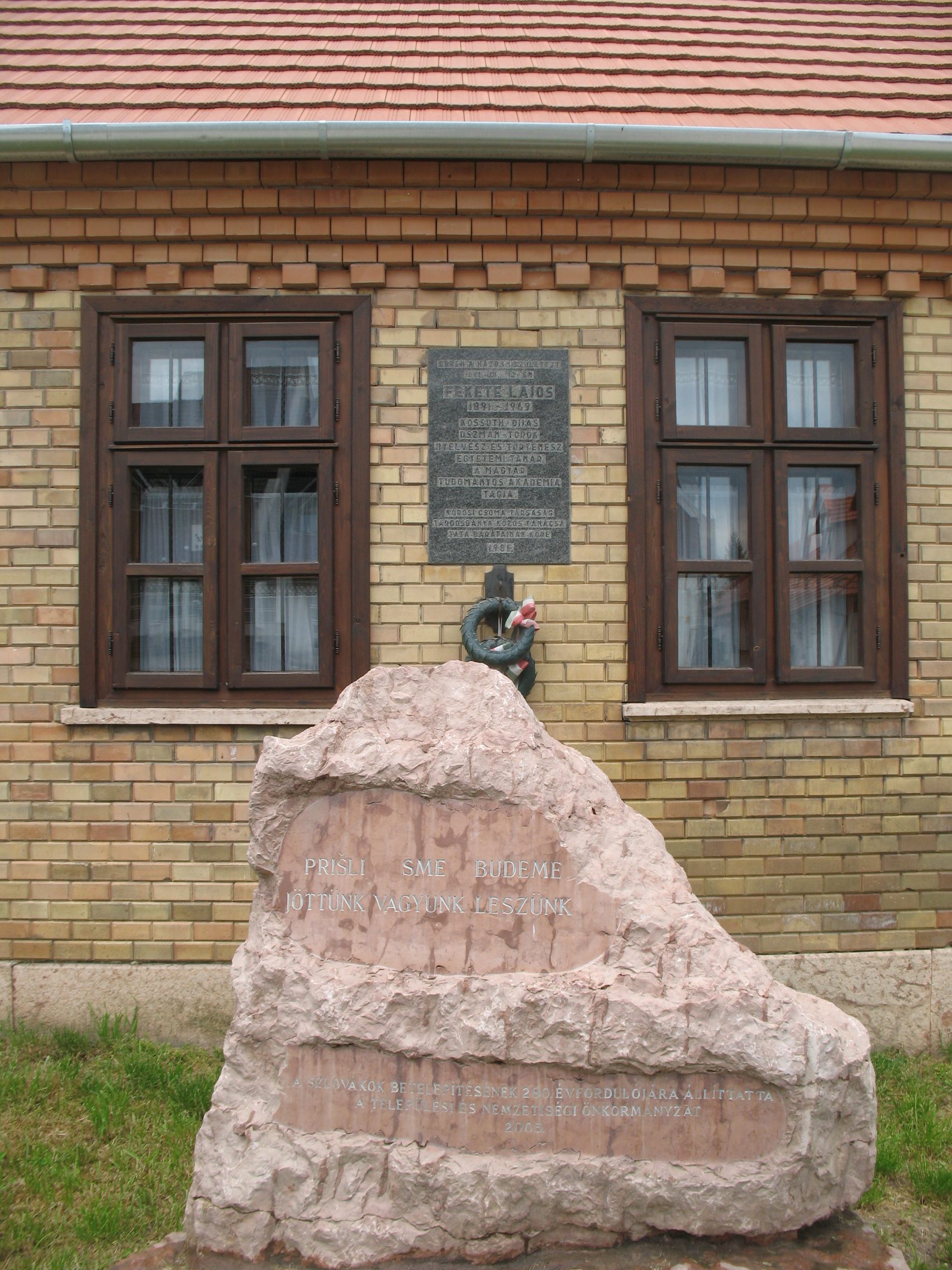

- Római katolikus templom – 1775-ben épült, barokk stílusban. A templom homlokzati tornyos, műemlék.
- Plébániaház – szintén barokk stílusban épült.
- A falu határában, a Bánya-hegyen bányásszák a márványra emlékeztető vörös mészkövet.
- A Bánya-hegyen halad át az Országos Kéktúra, a Gerecse 50 és a Kinizsi Százas teljesítménytúrák útvonala.